# Liste der Bodendenkmale in Zechin
In der Liste der Bodendenkmale in Zechin sind alle Bodendenkmale der brandenburgischen Gemeinde Zechin und ihrer Ortsteile aufgelistet. Grundlage ist die Veröffentlichung der Landesdenkmalliste mit dem Stand vom 31. Dezember 2020.
Die Baudenkmale sind in der Liste der Baudenkmale in Zechin aufgeführt.

## Bodendenkmale
| Gemarkung            | Flur | Kurzansprache                                                                           | Bodendenkmalnummer | Bemerkung | Bild |
| -------------------- | ---- | --------------------------------------------------------------------------------------- | ------------------ | --------- | ---- |
| Zechin (Lage)        | 2, 3 | Siedlung römische Kaiserzeit                                                            | 60552              |           |      |
| Zechin (Lage)        | 2    | Siedlung römische Kaiserzeit                                                            | 60553              |           |      |
| Zechin (Lage)        | 2    | Siedlung slawisches Mittelalter, Siedlung römische Kaiserzeit                           | 60554              |           |      |
| Zechin (Lage)        | 2    | Siedlung römische Kaiserzeit                                                            | 60555              |           |      |
| Zechin (Lage)        | 2    | Wasserfahrzeug Ur- und Frühgeschichte, Dorfkern deutsches Mittelalter, Dorfkern Neuzeit | 60556              |           |      |
| Buschdorf (Lage)     | 1    | Dorfkern Neuzeit, Kirche Neuzeit                                                        | 60213              |           |      |
| Friedrichsaue (Lage) | 2    | Siedlung römische Kaiserzeit                                                            | 60261              |           |      |
| Friedrichsaue (Lage) | 2    | Siedlung Urgeschichte                                                                   | 60262              |           |      |